# Septocylindrium viride
Septocylindrium viride är en svampart som först beskrevs av August Karl Joseph Corda, och fick sitt nu gällande namn av Pier Andrea Saccardo 1886. Septocylindrium viride ingår i släktet Septocylindrium och familjen Mycosphaerellaceae.   Inga underarter finns listade i Catalogue of Life.